# FC Mölltal Obervellach
Der FC Mölltal Obervellach ist ein Fußballverein aus der Kärntner Marktgemeinde Obervellach. Der Verein gehört dem Kärntner Fußballverband (KFV) an und spielt seit der Saison 2017/18 in der 1. Klasse A, der sechsthöchsten Spielklasse.

## Geschichte
Der FC Mölltal Obervellach wurde 1951 als FC Groppenstein gegründet. 1957 erhielt Groppenstein schließlich seinen heutigen Namen. Die Mölltaler stiegen 1985 erstmals in die Landesliga auf. In der Saison 1986/87 spielte der Verein auch erstmals in der Vereinsgeschichte im ÖFB-Cup. In der ersten Runde traf man auf den Erstidivisonär SK Austria Klagenfurt, den besten Vereins Kärntens. Der Austria unterlag Obervellach erst im Elfmeterschießen.
1992 stieg der Verein aus der Kärntner Liga ab, ehe man 1993 nach nur einer Spielzeit wieder aufstieg. 1999 stieg Obervellach schließlich endgültig aus der Landesliga ab und rutschte später auch in die sechstklassige 1. Klasse ab. In der 1. Klasse spielte Obervellach bis 2011. In der Saison 2010/11 wurden die Mölltaler hinter der SG Oberes Drautal Vizemeister und qualifizierten sich somit für die Relegation um den Aufstieg, in der man auf ASKÖ Bodensdorf traf. Nachdem man das Hinspiel auswärts mit 2:1 verlor, besiegte man die Bodensdorfer im Rückspiel zuhause mit 3:1 und sicherte sich somit den Aufstieg in die Unterliga.
In der Saison 2011/12 gelang dem Verein mit Rang zwölf der Klassenerhalt. In der Saison 2012/13 schaffte man mit Platz 14 knapp aber doch erneut den Klassenerhalt in der fünfthöchsten Spielklasse. Auch in der Saison 2013/14 war der Klub zwar in den Abstiegskampf verwickelt, schaffte aber mit Platz 13 erneut den Abstieg zu vermeiden. In der Saison 2014/15 wurden die Obervellacher Zwölfter. In der Spielzeit 2015/16 gelang den Mölltalern erstmals seit dem Wiederaufstieg mit Rang neun wieder ein Platz in den Top 10 in der Unterliga. In der darauffolgenden Saison folgte allerdings nur der vorletzte Platz, wodurch man nach sechs Jahren wieder in die 1. Klasse abstieg.
In der Saison 2017/18 verpasste der Verein als Dritter den Wiederaufstieg, wie auch 2018/19, wo man abermals Dritter wurde. In der Saison 2019/20 lief es allerdings gar nicht rund und man war stark abstiegsgefährdet, zur Winterpause war man Vorletzter. Allerdings wurde die Saison nach der Winterpause aufgrund der COVID-19-Pandemie abgebrochen.